# Genealogies de la col·lecció Harley
Les Genealogies de la col·lecció Harley (en anglès Herlaian genealogies) són una col·lecció de genealogies en llatí i gal·lès antic conservades a la Biblioteca Britànica, en l'anomenat manuscrit «Harleian MS 3859», de la col·lecció Harley.
El manuscrit també conté els Annales Cambriae (versió A) i una versió de la Historia Brittonum, que es pot datar al voltant de l'any 1100 o del 1200. Ja que les genealogies comencen amb els llinatges paterns i materns d'Owain ap Hywel († 988), el document probablement va ser compilat durant el seu regnat. La col·lecció també ressegueix els llinatges dels principals governants de Gal·les i de Hen Ogledd, o "Vell Nord". Algunes d'aquestes genealogies també surten en les Genealogies del Jesus College MS. 20.
Les Genealogies de la col·lecció Harley són la col·lecció de tradicions gal·leses més antiga i té un gran valor històric.